# Vuelta a España 2013
Vuelta a España 2013 er den 68. udgave af cykelløbet Vuelta a España. Løbet starter lørdag den 24. august med et holdløb i Vilanova de Arousa og slutter 15. september 2013 i Madrid. Løbet er strækker sig over 3.319,1 km, fordelt på 21 etaper, og er nummer 22 i rækken af løb i UCI World Tour 2013. 
Etaperne blev præsenteret 12. januar 2013, og der kunne arrangøren Unipublic afsløre, at der vil være 11 gange, hvor en etape slutter på toppen af et bjerg. Derudover vil en etape for første gang slutte i Frankrig, siden Michael Rasmussen i 2003 vandt etapen til Cauteres. I år vil det være toppen af franske Peyragudes, der lægger målstreg til, efter at rytterne på 15. etape har kørt 232,5 km fra Andorra la Vella.

## Deltagende hold
På grund af at Vuelta a España er en del af UCI World Tour, er alle 19 UCI ProTour-hold automatisk inviteret og forpligtet til at sende et hold. Derudover inviterer løbsarrangøren Unipublic tre hold fra lavere rækker efter eget valg. Derfor stiller 22 hold til start med hver ni ryttere på holdet.
| UCI ProTour-hold: - Ag2r-La Mondiale (ALM) - Argos-Shimano (ARG) - Astana Pro Team (AST) - Belkin Pro Cycling (BEL) - BMC Racing Team (BMC) - Cannondale (CAN) - Euskaltel-Euskadi (EUS) - FDJ (FDJ) - Garmin-Sharp (GRM) | 0 - Lampre-Merida (LAM) - Lotto-Belisol (LTB) - Movistar Team (MOV) - Omega Pharma-Quick Step (OPQ) - Orica-GreenEDGE (OGE) - RadioShack-Leopard (RLT) - Team Saxo-Tinkoff (SAX) - Team Sky (SKY) - Vacansoleil-DCM (VCD) - Team Katusha (KAT) | Wildcards: - Caja Rural-Seguros RGA - Cofidis - Team NetApp-Endura |

## Etaper
| Etape | Dato          | Startby                    | Målby                 | Km       | Type       | Type        | Etapevinder             | Den røde trøje        |          |
| ----- | ------------- | -------------------------- | --------------------- | -------- | ---------- | ----------- | ----------------------- | --------------------- | -------- |
| 1     | 24. august    | Vilanova de Arousa         | Sanxenxo              | 27       | Tempo      | Holdkørsel  | Astana Pro Team         | Janez Brajkovič (AST) |          |
| 2     | 25. august    | Pontevedra                 | Monte da Groba        | 176,8    | Kuperet    | Kuperet     | Nicolas Roche (SAX)     | Vincenzo Nibali (AST) |          |
| 3     | 26. august    | Vigo                       | Mirador de Lobeira    | 172,5    | Flad       | Flad        | Chris Horner (RLT)      | Chris Horner (RLT)    |          |
| 4     | 27. august    | Lalín                      | Finisterra            | 186,4    | Kuperet    | Kuperet     | Daniel Moreno (KAT)     | Vincenzo Nibali (AST) |          |
| 5     | 28. august    | Sober                      | Lago de Sanabria      | 168,4    | Flad       | Flad        | Michael Matthews (OGE)  | Vincenzo Nibali (AST) |          |
| 6     | 29. august    | Guijuelo                   | Cáceres               | 177,3    | Flad       | Flad        | Michael Mørkøv (SAX)    | Vincenzo Nibali (AST) |          |
| 7     | 30. august    | Almendralejo               | Mairena del Aljarafe  | 195,5    | Flad       | Flad        | Zdeněk Štybar (OPQ)     | Vincenzo Nibali (AST) |          |
| 8     | 31. august    | Jerez de la Frontera       | Alto de Peñas Blancas | 170,0    | Bjergetape | Bjergetape  | Leopold König (TNE)     | Nicolas Roche (SAX)   |          |
| 9     | 1. september  | Antequera                  | Valdepeñas de Jaén    | 174,3    | Kuperet    | Kuperet     | Daniel Moreno (KAT)     | Daniel Moreno (KAT)   |          |
| 10    | 2. september  | Torredelcampo              | Alto de Haza Llana    | 175,5    | Bjergetape | Bjergetape  | Chris Horner (RLT)      | Chris Horner (RLT)    |          |
| H     | 3. september  | Hviledag                   | Hviledag              | Hviledag | Hviledag   | Hviledag    | Hviledag                | Hviledag              | Hviledag |
| 11    | 4. september  | Tarazona                   | Tarazona              | 38       | Tempo      | Enkeltstart | Fabian Cancellara (RLT) | Vincenzo Nibali (AST) |          |
| 12    | 5. september  | Maella                     | Tarragona             | 157,5    | Flad       | Flad        | Philippe Gilbert (OPQ)  | Vincenzo Nibali (AST) |          |
| 13    | 6. september  | Valls                      | Castelldefels         | 165,0    | Kuperet    | Kuperet     | Warren Barguil (ARG)    | Vincenzo Nibali (AST) |          |
| 14    | 7. september  | Baga                       | Coll de la Gallina    | 164,0    | Bjergetape | Bjergetape  | Daniele Ratto (CAN)     | Vincenzo Nibali (AST) |          |
| 15    | 8. september  | Andorra la Vella           | Peyragudes            | 232,5    | Bjergetape | Bjergetape  | Alexandre Geniez (FDJ)  | Vincenzo Nibali (AST) |          |
| 16    | 9. september  | Graus                      | Formigal              | 147,7    | Kuperet    | Kuperet     | Warren Barguil (ARG)    | Vincenzo Nibali (AST) |          |
| H     | 10. september | Hviledag                   | Hviledag              | Hviledag | Hviledag   | Hviledag    | Hviledag                | Hviledag              | Hviledag |
| 17    | 11. september | Calahorra                  | Burgos                | 184,5    | Flad       | Flad        | Bauke Mollema (BEL)     | Vincenzo Nibali (AST) |          |
| 18    | 12. september | Burgos                     | Peña Cabarga          | 186,0    | Kuperet    | Kuperet     | Vasil Kiryienka (SKY)   | Vincenzo Nibali (AST) |          |
| 19    | 13. september | San Vicente de la Barquera | Alto del Naranco      | 177,5    | Kuperet    | Kuperet     | Joaquin Rodríguez (KAT) | Chris Horner (TRS)    |          |
| 20    | 14. september | Aviles                     | Alto de l'Angliru     | 144,1    | Bjergetape | Bjergetape  | Kenny Elissonde(FDJ)    | Chris Horner (TRS)    |          |
| 21    | 15. september | Leganes                    | Madrid                | 99,1     | Flad       | Flad        | Michael Matthews (OGE)  | Chris Horner (TRS)    |          |

## Resultater
Trøjerne dag for dag
| Etape             | Vinder            | Samlet          | Pointtrøjen        | Bjergtrøjen    | Kombinationstrøjen | Holdkonkurrencen   | Mest angrebsivrige rytter |
| ----------------- | ----------------- | --------------- | ------------------ | -------------- | ------------------ | ------------------ | ------------------------- |
| 0 1. etape (TTT)  | Astana Team       | Janez Brajkovič | ingen uddeling     | ingen uddeling | ingen uddeling     | Astana Pro Team    | Janez Brajkovič           |
| 0 2. etape        | Nicolas Roche     | Vincenzo Nibali | Nicolas Roche      | Nicolas Roche  | Nicolas Roche      | RadioShack-Leopard | Alex Rasmussen            |
| 0 3. etape        | Chris Horner      | Chris Horner    | Nicolas Roche      | Nicolas Roche  | Nicolas Roche      | RadioShack-Leopard | Pablo Urtasun             |
| 0 4. etape        | Daniel Moreno     | Vincenzo Nibali | Daniel Moreno      | Nicolas Roche  | Nicolas Roche      | RadioShack-Leopard | Nicolas Edet              |
| 0 5. etape        | Michael Matthews  | Vincenzo Nibali | Daniel Moreno      | Nicolas Roche  | Nicolas Roche      | RadioShack-Leopard | Antonio Piedra            |
| 0 6. etape        | Michael Mørkøv    | Vincenzo Nibali | Michael Matthews   | Nicolas Roche  | Nicolas Roche      | RadioShack-Leopard | Tony Martin               |
| 0 7. etape        | Zdeněk Štybar     | Vincenzo Nibali | Michael Matthews   | Nicolas Roche  | Nicolas Roche      | RadioShack-Leopard | Javier Aramendia          |
| 0 8. etape        | Leopold König     | Nicolas Roche   | Daniel Moreno      | Nicolas Roche  | Nicolas Roche      | Team Saxo-Tinkoff  | Antonio Piedra            |
| 0 9. etape        | Daniel Moreno     | Daniel Moreno   | Daniel Moreno      | Nicolas Roche  | Daniel Moreno      | Movistar Team      | Javier Aramendia          |
| 0 10. etape       | Chris Horner      | Chris Horner    | Daniel Moreno      | Chris Horner   | Chris Horner       | Team Saxo-Tinkoff  | Juan Antonio Flecha       |
| 0 11. etape (ITT) | Fabian Cancellara | Vincenzo Nibali | Daniel Moreno      | Chris Horner   | Nicolas Roche      | Astana Pro Team    | Fabian Cancellara         |
| 0 12. etape       | Philippe Gilbert  | Vincenzo Nibali | Daniel Moreno      | Chris Horner   | Nicolas Roche      | Astana Pro Team    | Fabricio Ferrari          |
| 0 13. etape       | Warren Barguil    | Vincenzo Nibali | Daniel Moreno      | Chris Horner   | Nicolas Roche      | Astana Pro Team    | Michele Scarponi          |
| 0 14. etape       | Daniele Ratto     | Vincenzo Nibali | Alejandro Valverde | Daniele Ratto  | Chris Horner       | Astana Pro Team    | Daniele Ratto             |
| 0 15. etape       | Alexandre Geniez  | Vincenzo Nibali | Alejandro Valverde | Nicolas Edet   | Chris Horner       | Astana Pro Team    | Alexandre Geniez          |
| 0 16. etape       | Warren Barguil    | Vincenzo Nibali | Alejandro Valverde | Nicolas Edet   | Chris Horner       | Euskaltel-Euskadi  | Juan Antonio Flecha       |
| 0 17. etape       | Bauke Mollema     | Vincenzo Nibali | Alejandro Valverde | Nicolas Edet   | Chris Horner       | Euskaltel-Euskadi  | Javier Aramendia          |
| 0 18. etape       | Vasil Kiryienka   | Vincenzo Nibali | Alejandro Valverde | Nicolas Edet   | Chris Horner       | Euskaltel-Euskadi  | Egoi Martínez             |
| 0 19. etape       | Joaquin Rodriguez | Chris Horner    | Alejandro Valverde | Nicolas Edet   | Chris Horner       | Euskaltel-Euskadi  | Edvald Boasson Hagen      |
| 0 20. etape       | Kenny Elissonde   | Chris Horner    | Alejandro Valverde | Nicolas Edet   | Chris Horner       | Euskaltel-Euskadi  | David Arroyo              |
| 0 21. etape       | Michael Matthews  | Chris Horner    | Alejandro Valverde | Nicolas Edet   | Chris Horner       | Euskaltel-Euskadi  | Ingen uddeling            |
| Vinder            |                   | Chris Horner    | Alejandro Valverde | Nicolas Edet   | Chris Horner       | Euskaltel-Euskadi  | Javier Aramendia          |

### Samlet klassement
Samlet klassement
| Nr | Navn               | Hold                | Tid      |
| -- | ------------------ | ------------------- | -------- |
| 1  | Chris Horner       | Trek Factory Racing | 84:36:04 |
| 2  | Vincenzo Nibali    | Astana Team         | +0:37    |
| 3  | Alejandro Valverde | Team Movistar       | +1:36    |
| 4  | Joaquin Rodriguez  | Team Katusha        | +3:22    |
| 5  | Nicolas Roche      | Team Saxo-Tinkoff   | +7:11    |